# سوخوی نوس
سوخوی نوس (انگلیسی: Sukhoy Nos) یک دماغه در استان آرخانگلسک کشور روسیه است.